# Nuevas dimensiones 1
Nuevas dimensiones 1 (en inglés: New Dimensions 1) es una antología de cuentos de ciencia ficción originales, editada por el escritor estadounidense Robert Silverberg y publicado por Doubleday en 1971. Fue reimpresa por Avon Books en tapa blanda en 1973. Si bien Silverberg había compilado otras antologías con obras reimpresas, Nuevas dimensiones 1 fue la primera de publicaciones originales que él editó. Se ubicó en el segundo puesto de la encuesta anual de Locus a la mejor antología original.

## Contenido
- «Una mañana especial» («A Special Kind of Morning»), Gardner Dozois
- «Problemas con el pasado» («The Trouble with the Past»), Alex & Phyllis Eisenstein
- «El poder del tiempo» («The Power of Time»), Josephine Saxton
- «El giberelo» («The Giberel»), Doris Pitkin Buck
- «Más vasto que los imperios y más lento» («Vaster Than Empires and More Slow»), Ursula K. Le Guin
- «El gran A» («The Great A»), Robert C. Malstrom
- «En el circo del ratón» («At the Mouse Circus»), Harlan Ellison
- «Una plaga de autos» («A Plague of Cars»), Leonard Tushnet
- «Cielo» («Sky»), R. A. Lafferty
- «Canción de amor a sí misma» («Love Song of Herself»), Edward Bryant
- «Los malvados huyen» («The Wicked Flee»), Harry Harrison
- «Una historia entre tantes del mundo de Solo-Martes» («The Sliced-Crosswise Only-On-Tuesday World»), Philip José Farmer
- «Conquista» («Conquest»), Barry N. Malzberg
- «Emancipación: Un romance de los tiempos futuros» («Emancipation: A Romance of the Times to Come»), Thomas M. Disch[2]

«Más vasto que los imperios y más lento», «Una mañana especial» y «Cielo» recibieron nominaciones a los premios Hugo. «Una mañana especial» también fue nominado a los premios Nébula.

## Recepción
Theodore Sturgeon elogió la selección de cuentos que hizo Silverberg y afirmó: «Sus escritores brillan en lo oscuro».